# Sodiq Ajibade
Sodiq Ajibade, né le 13 mai 1987,, est un coureur cycliste nigérian.

## Biographie
En 2007, Sodij Ajibade représente son pays lors des Jeux africains à Alger.
En 2013, il est sacré champion du Nigeria sur route à Surulere. Deux ans plus tard, il participe à ses seconds Jeux africains. Il termine ensuite vingt-septième du Tour Zeles Zenawi en 2016.

## Palmarès
- 2013
  -  Champion du Nigeria sur route

## Classements mondiaux
| Année           | 2017 |
| --------------- | ---- |
| UCI Africa Tour | 214e |